# Betliar
Betliar je obec na Slovensku v okrese Rožňava. Leží v údolí řeky Slané, pět kilometrů severozápadně od Rožňavy. Žije v ní 923 obyvatel.

## Historie
První písemná zmínka o vesnici pochází z roku 1330.

## Pamětihodnosti
V obci se nachází betliarský kaštel, římskokatolický kostel sv. Alžběty ze 14. století a evangelický kostel z roku 1794.